# Syndalen
Syndalen är ett finländskt militärt övnings- och lägerområde beläget på Hangö udd, nära Tvärminne och Koverhar. Området är 1 900 hektar stort och i dagsläget används dryga 210 hektar för militära övningar. Nylands brigad är den huvudsakliga användaren av området och här hålls alla större skjutläger med infanterivapen. Syndalen har därtill en hamn från vilken brigadens trupptransportbåtar utgår.